# El Vergel, Morelos
El Vergel är en ort i Mexiko.   Den ligger i kommunen Ayala och delstaten Morelos, i den sydöstra delen av landet, 90 km söder om huvudstaden Mexico City. El Vergel ligger 934 meter över havet och antalet invånare är 827.
Terrängen runt El Vergel är huvudsakligen lite kuperad. El Vergel ligger nere i en dal. Runt El Vergel är det ganska tätbefolkat, med 129 invånare per kvadratkilometer. Närmaste större samhälle är Tlaltizapán, 13,9 km nordväst om El Vergel. I omgivningarna runt El Vergel växer huvudsakligen savannskog.